# 青海省司法厅
青海省司法厅是青海省人民政府的组成部门、主管青海省司法行政工作的省级司法行政机关。